# Фокс, Вирджил
Вирджил Фокс (англ. Virgil Keel Fox; 3 мая 1912, Принстон, Иллинойс — 25 октября 1980, Палм-Бич, Флорида) — американский органист.

## Биография
Исполнитель-вундеркинд, Фокс начал играть на органе во время церковной службы в возрасте 10 лет, в 14 дал первый концерт перед огромной аудиторией школьников в одном из учебных заведений Цинциннати. В 1926—1930 годах учился в Чикаго у Вильгельма Миддельшульте, затем в течение года прошёл курс Консерватории Пибоди. Среди наставников Фокса был также Марсель Дюпре.
С 1936 году Фокс стал органистом одной из пресвитерианских церквей Балтимора и начал преподавать в Консерватории Пибоди. В 1938 году состоялись его гастроли в Великобритании и Германии, в ходе которых он стал первым ненемецким исполнителем, давшим в Лейпциге концерт на органе Церкви Святого Фомы, в которой двумя столетиями раньше работал Иоганн Себастьян Бах. С началом Второй мировой войны Фокс ушёл в отставку с поста церковного органиста и начал давать концерты для военнослужащих, к 1946 году записав на свой счёт около 600 выступлений. Демобилизовавшись, Фокс в до 1965 года занимал пост титулярного органиста известной Риверсайдской церкви в Нью-Йорке, а затем полностью посвятил себя концертной деятельности.
Наибольшую известность принесли Фоксу концертные туры 1970—1975 годах, проводившиеся под названием «Heavy Organ» (буквально «тяжёлый орган», с аллюзией на новейшее музыкальное течение Heavy metal). Используя перевозной электроорган, Фокс выступал с академическим репертуаром в концертных залах, предназначенных для поп- и рок-музыки, — в частности, серия открылась 1 декабря 1970 года программой, целиком состоящей из сочинений Баха, в знаменитом выступлениями Джими Хендрикса, Grateful Dead, Jefferson Airplane и т. п. концертном зале «Филмор Ист»; по воспоминаниям очевидца, «он выглядел как Элтон Джон органа — с диковинной бабочкой, в пёстром пиджаке, украшенном бликующим шёлком, с фальшивыми бриллиантами на пятках органных ботинок». Фокс также выступал в многочисленных телевизионных шоу. Исполнительский стиль Фокса был нацелен на всемерную популяризацию классической музыки в аудиториях, обычно от неё далёких. Его манера встречала резкую критику пуристов, особенно сторонников исторического исполнительства, на которую Фокс отвечал с неменьшей резкостью: «Эти люди настолько бездарны, что просто вынуждены прятаться за всю эту ерунду — иначе им в дом музыки не войти!»
За месяц до смерти от рака простаты Фокс в последний раз выступил перед публикой в сопровождении Далласского симфонического оркестра. Память о Фоксе остаётся живой: его записи 1950—60-х годах перевыпущены на CD, мемориальный концерт в Риверсайдской церкви к 20-летию его смерти собрал около 1500 слушателей. Сборник воспоминаний о Фоксе издан в 2002 году; в этой книге, как отмечает один из рецензентов, «гомосексуальность Фокса и её влияние на его жизнь рассматриваются с достойной восхищения прямотой».